# Monumento aos Heróis da Guerra Peninsular (Porto)

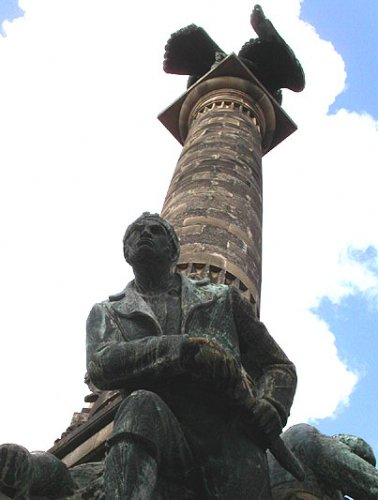
Monumento aos Heróis da Guerra Peninsular

O Monumento aos Heróis da Guerra Peninsular localiza-se na Rotunda da Boavista, Porto, Portugal.
A Guerra Peninsular, assim designada, foi aquela que uniu os portugueses e os ingleses contra os exércitos de França, de Napoleão Bonaparte, na Península Ibérica, no período de 1808 a 1814.
Bem no centro do jardim da Praça de Mouzinho de Albuquerque, ergue-se este monumento comemorativo aos bravos destas lutas.
Da autoria do arquitecto Marques da Silva e do escultor Alves de Sousa, projecto escolhido dentre os três melhores, esta obra levou alguns anos a ser concluída. Coube à Cooperativa dos Pedreiros o encargo de o erigir, sendo começado em 1909 e apenas inaugurado em 1952. Dada a morosidade do tempo de construção e a morte do escultor Alves de Sousa, ainda jovem (38 anos), a obra foi concluída sob a direcção dos escultores Henrique Moreira e José Sousa Caldas.
É composta por um pedestal, de 45 m de altura, rodeado de grupos escultóricos, chegando mesmo, dois deles, a morder a base. Estes, representam cenas de artilharia em movimento, podendo ver-se também soldados ingleses que vieram apoiar Portugal e a intervenção das gentes do povo na luta e o desastre da «Ponte das Barcas». De notar a presença do elemento feminino em todos os grupos: no da frente, uma mulher, a Vitória guiando o povo, empunha, na mão esquerda, a bandeira nacional e, na direita, uma espada.
Completa o conjunto uma alta coluna encimada por um leão (símbolo da bandeira de Inglaterra, que enviou soldados para apoiar os portugueses na sua vitória) sobre uma águia que derruba (esta é o símbolo do império de Napoleão).
Na base da figura tem figuras de soldados e cenas de factos ligados às guerras napoleónicas, em relevos esculpidos no granito.
Duas datas, em bronze, como toda a escultura, podem ver-se em duas frentes da base da coluna: MDCCCVIII e MDCCCIX. Ainda no pedestal, estão apostas as armas da cidade.